# GiFi
GiFi is een Franse discountketen met meer dan 500 winkels, voornamelijk in Frankrijk. Daarnaast zijn er winkels in Zwitserland, Spanje, België, Italië, Marokko en Ivoorkust. GiFi is een afkorting die staat voor Ginestet Philippe.
In 1981 opende Philippe Ginestet zijn eerste winkel in Villeneuve-sur-Lot. In 1986 waren er al 6 winkels en in 1993 was dit uitgegroeid naar een winkelketen van 50 filialen. In 2013 werd het 400e filiaal geopend. 
In 2017 kocht GiFi de Franse discountketen Tati. In het boekjaar 2016/2017 had GiFi een jaaromzet van 1,3 miljard euro.
Philippe Ginestet is nog steeds eigenaar en voorzitter van het bedrijf. Zijn zoon Alexandre is CEO van de onderneming.